# Thang máy

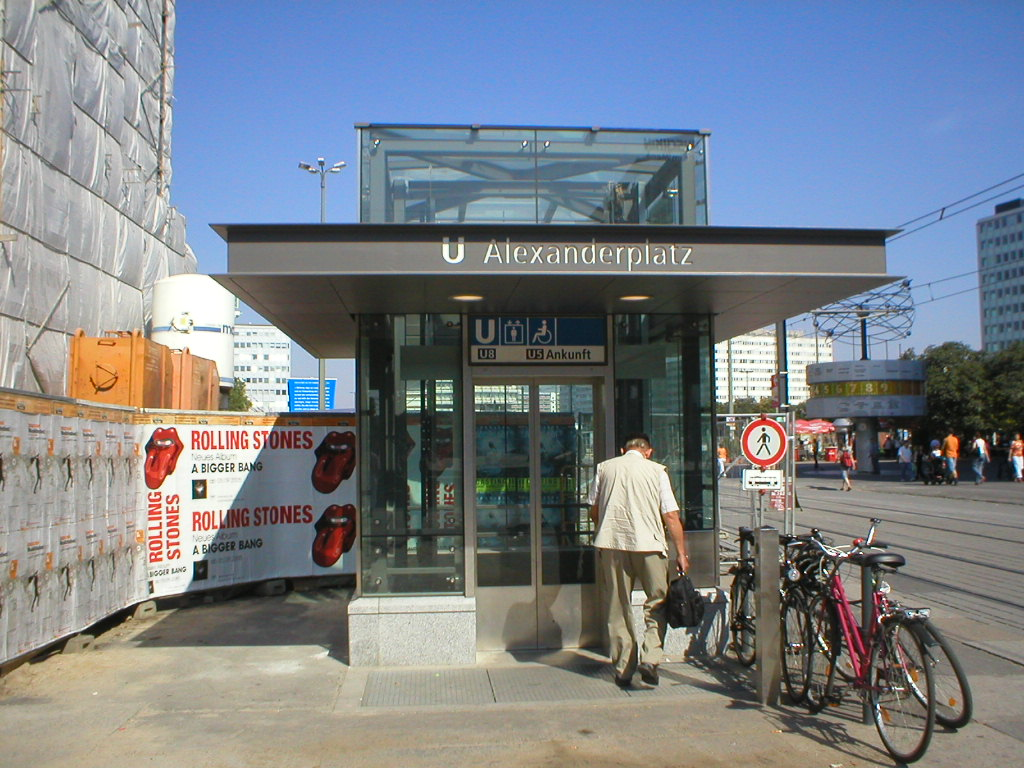
Thang máy lên ga Alexanderplatz U-Bahn ở Berlin này được xây bằng tường kính, cho thấy các hoạt động bên trong.

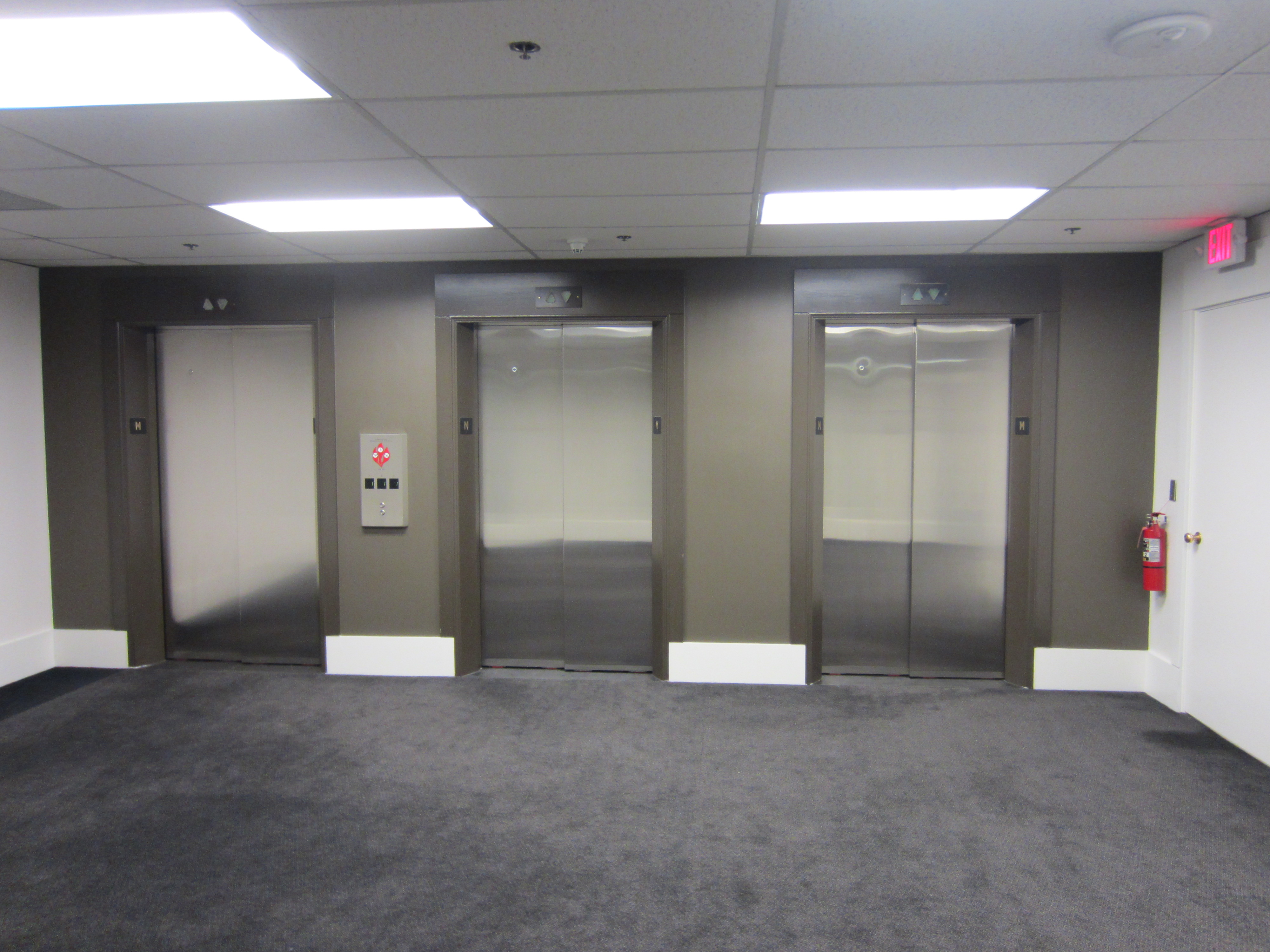
Bên ngoài thang máy điển hình

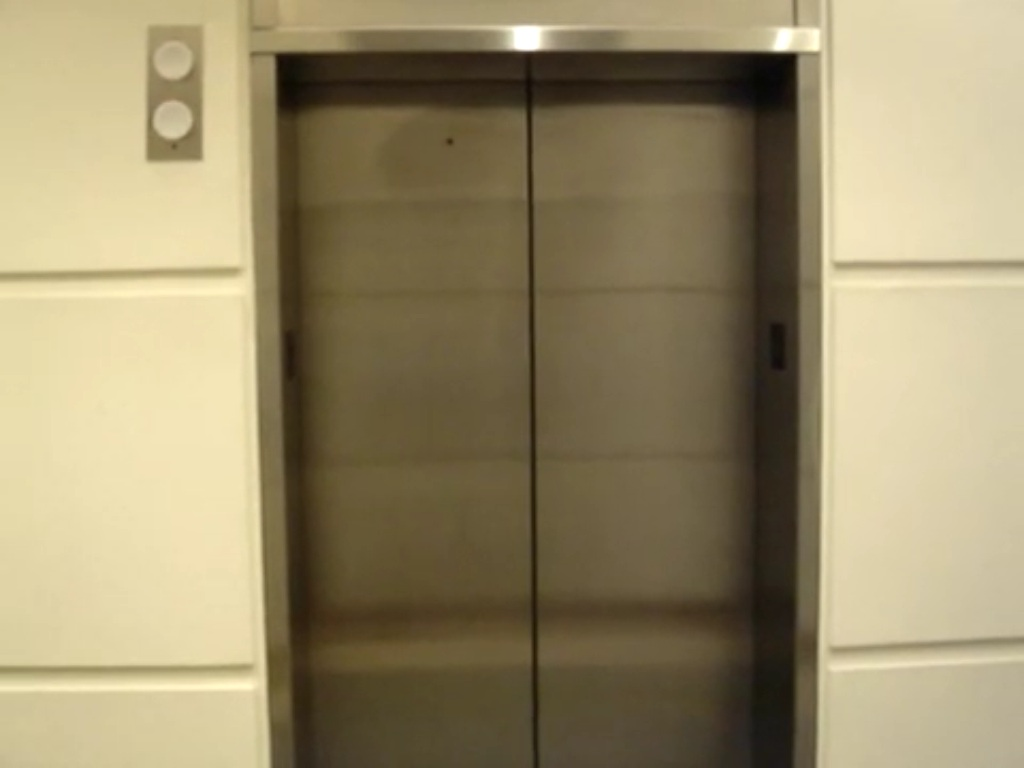
Cửa thang máy điển hình

Thang máy là một thiết bị vận tải chạy theo chiều đứng để vận chuyển người, hàng hoá giữa các tầng của một con tàu, công trình xây dựng hoặc cấu trúc khác. Có nhiều loại thang máy như: thang máy nâng hàng, thang máy gia đình, thang máy tải khách, thang máy tải giường bệnh, thang máy tải hàng, thang tải thực phẩm... Thang máy thường được trang bị động cơ điện tạo lực kéo dây cáp và hệ thống đối trọng như cần trục, hoặc máy bơm chất lỏng thủy lực để nâng cao một piston hình trụ.
Trong nông nghiệp và sản xuất, thang máy là bất kỳ loại thiết bị băng tải nào được sử dụng để nâng vật liệu theo dòng liên tục vào thùng hoặc silo. Một số loại tồn tại, chẳng hạn như thang máy xích và gầu, băng tải vít tải hạt sử dụng nguyên lý trục vít của Archimedes, hoặc xích và cánh khuấy hoặc dĩa của thang máy vận chuyển cỏ khô. Các ngôn ngữ khác ngoài tiếng Anh có thể có từ mượn dựa trên elevator/lift. Do luật dành cho xe lăn, thang máy thường là yêu cầu pháp lý trong các tòa nhà nhiều tầng mới, đặc biệt là những nơi không thể sử dụng đường dốc dành cho xe lăn.
Ngoài ra còn có một số thang máy có thể đi ngang ngoài chuyển động lên xuống thông thường.

## Lịch sử

### Thời kỳ tiền công nghiệp

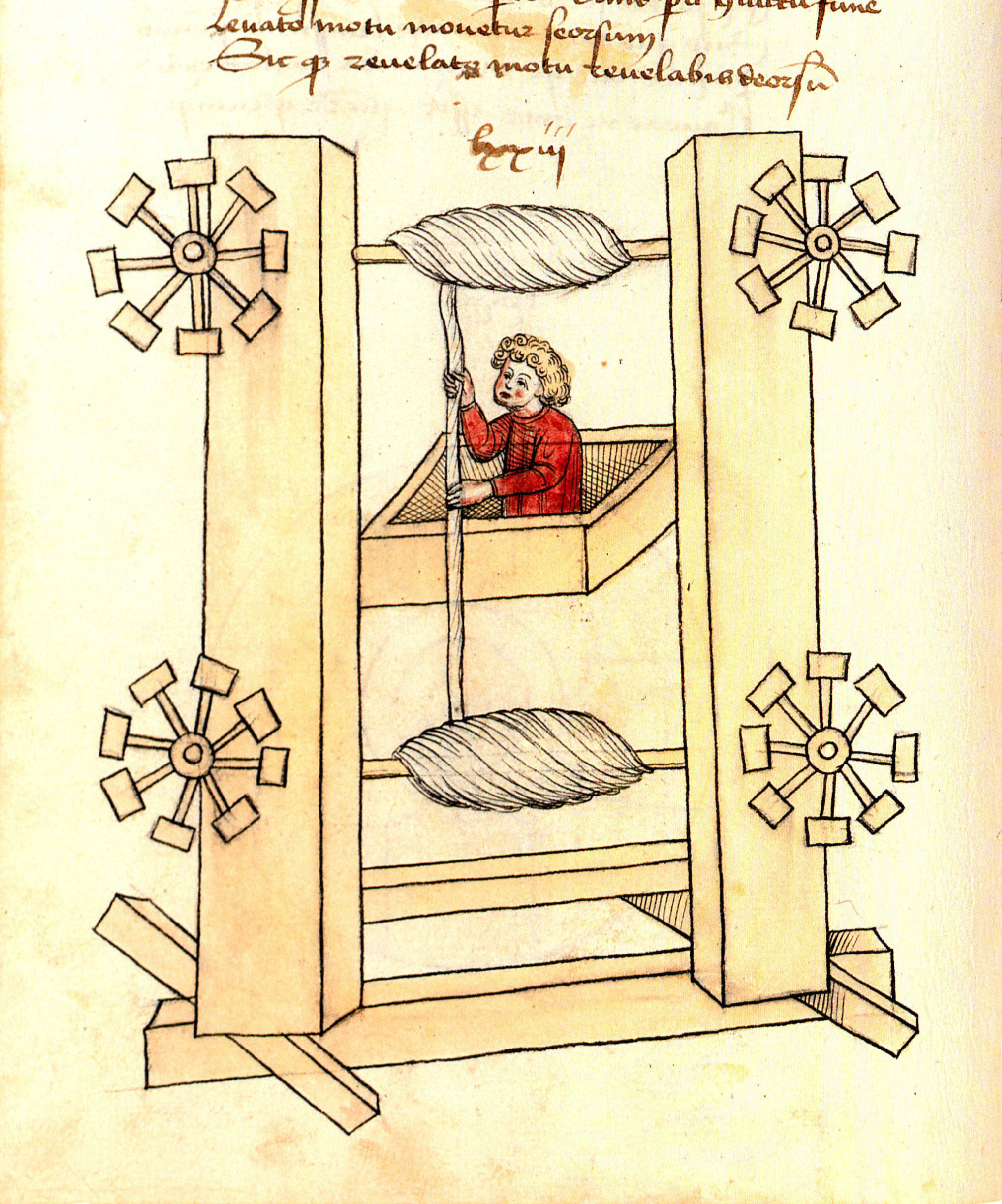
Thiết kế thang máy của kỹ sư người Đức Konrad Kyeser (1405)

Tài liệu tham khảo sớm nhất về thang máy là trong công trình của kiến trúc sư La Mã Vitruvius, người đã báo cáo rằng Archimedes (khoảng năm 287 trước Công nguyên - khoảng năm 212 trước Công nguyên) đã xây dựng thang máy đầu tiên của mình có lẽ vào năm 236 trước Công nguyên. Một số nguồn từ các thời kỳ lịch sử sau này đề cập đến thang máy như một chiếc thùng chạy trên một sợi dây gai dầu kéo bằng tay hoặc bằng động vật.
Năm 1000, Cuốn sách Bí mật của al-Muradi ở Hồi giáo Tây Ban Nha đã mô tả việc sử dụng một thiết bị nâng giống như thang máy, để nâng một con tàu lớn đập phá pháo đài. Vào thế kỷ 17, nguyên mẫu của thang máy được đặt trong các tòa nhà cung điện của Anh và Pháp. Louis XV của Pháp đã chế tạo một cái gọi là 'ghế bay' cho một trong những tình nhân của ông tại lâu đài Chateau de Versailles vào năm 1743.
Thang máy cổ đại và trung cổ sử dụng hệ thống truyền động dựa trên palăng hoặc kính chắn gió. Việc phát minh ra hệ thống dựa trên truyền động trục vít có lẽ là bước quan trọng nhất trong công nghệ thang máy từ thời cổ đại, dẫn đến sự ra đời của thang máy tải khách hiện đại. Thang máy trục vít đầu tiên được xây dựng bởi Ivan Kulibin và được lắp đặt trong Cung điện Mùa đông vào năm 1793, mặc dù có thể đã có một thiết kế trước đó của Leonardo da Vinci. Vài năm sau, một thang máy khác của Kulibin đã được lắp đặt ở Arkhangelskoye gần Moscow.

### Kỷ nguyên công nghiệp
Sự phát triển của thang máy được dẫn đầu bởi nhu cầu di chuyển nguyên liệu thô bao gồm than và gỗ từ các sườn đồi. Công nghệ được phát triển bởi các ngành công nghiệp này và sự ra đời của kết cấu dầm thép đã làm việc cùng nhau để cung cấp thang máy chở khách và thang máy được sử dụng ngày nay.
Bắt đầu từ các mỏ than, đến giữa thế kỷ 19 thang máy được vận hành bằng năng lượng hơi nước và được sử dụng để di chuyển hàng hóa với số lượng lớn trong các hầm mỏ và nhà máy. Các thiết bị điều khiển bằng hơi nước này nhanh chóng được ứng dụng cho nhiều mục đích khác nhau — vào năm 1823, hai kiến trúc sư làm việc ở London, Burton và Hormer, đã xây dựng và vận hành một điểm thu hút khách du lịch mới, mà họ gọi là "phòng đi lên". Nó đã nâng những khách hàng trả tiền lên một tầm cao đáng kể ở trung tâm London, cho phép họ có một cái nhìn toàn cảnh tuyệt đẹp của trung tâm thành phố.
Các thang máy chạy bằng hơi nước sơ khai, thô sơ đã được cải tiến trong thập kỷ tiếp theo; vào năm 1835, một chiếc thang máy sáng tạo được gọi là "Teagle" được phát triển bởi công ty Frost and Stutt ở Anh. Thang máy được dẫn động bằng dây đai và sử dụng một đối trọng để tăng thêm sức mạnh.
Henry Waterman ở New York được ghi nhận là người phát minh ra "điều khiển dây đứng" cho thang máy vào năm 1850.
Năm 1845, kiến trúc sư người Neapolitan Gaetano Genovese đã lắp đặt "Ghế bay" cho Cung điện Hoàng gia Caserta, một chiếc thang máy đi trước thời đại, được bao phủ bởi gỗ hạt dẻ bên ngoài và bên trong bằng gỗ phong. Nó bao gồm một đèn chiếu sáng, hai ghế dài và một tín hiệu điều khiển bằng tay, và có thể được kích hoạt từ bên ngoài mà không cần bất kỳ nỗ lực nào của người ngồi trong xe. Lực kéo được điều khiển bởi một thợ cơ khí sử dụng hệ thống bánh răng. Một hệ thống an toàn đã được thiết kế để có hiệu lực nếu dây bị đứt. Nó bao gồm một chùm được đẩy ra ngoài bởi một lò xo thép.

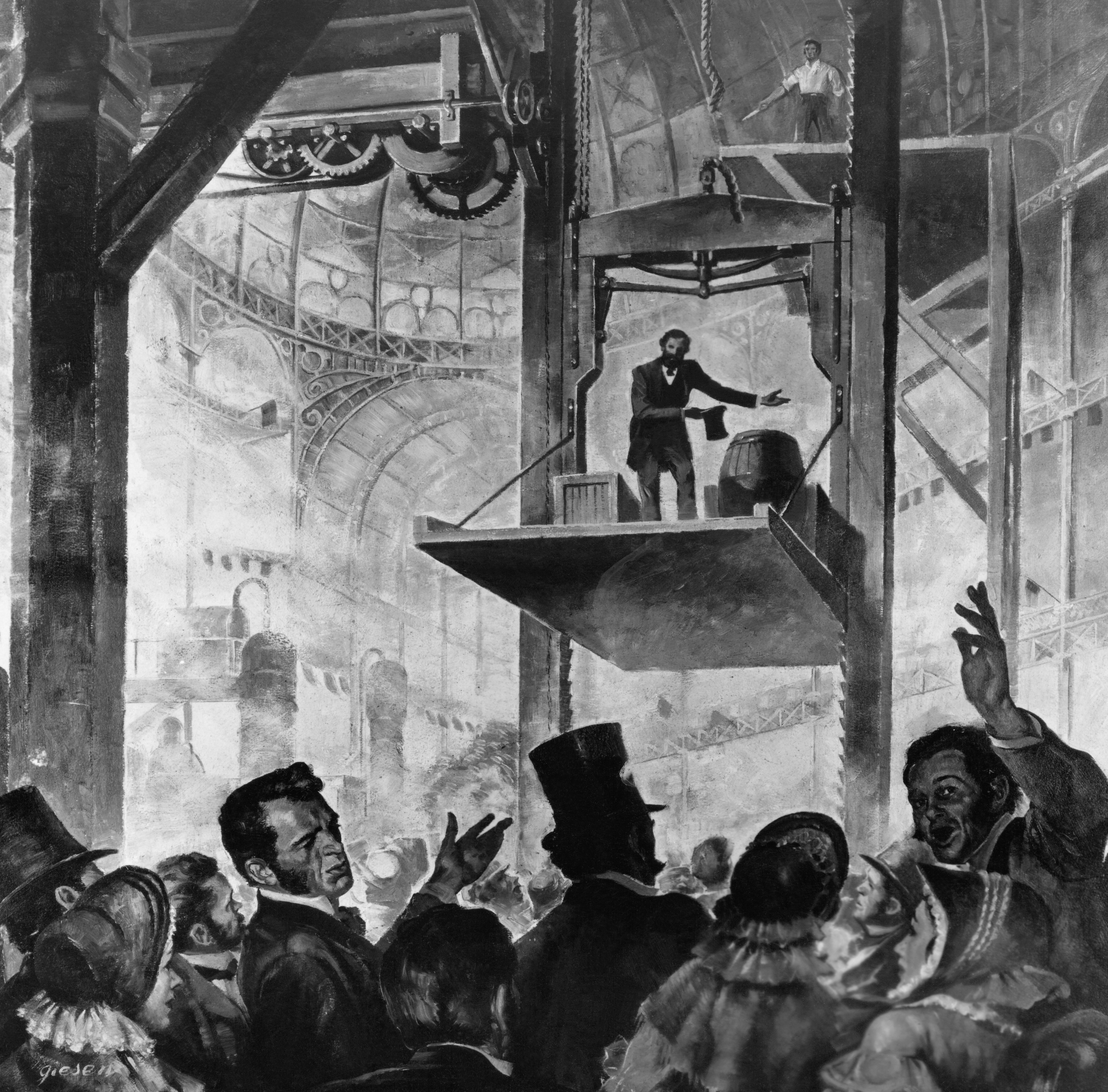
Elisha Otis trình diễn hệ thống an toàn của mình, Crystal Palace, 1854

Vào năm 1852, Elisha Otis đã giới thiệu thang máy an toàn, có tác dụng ngăn chặn sự rơi tự do của cabin nếu dây cáp bị đứt. Ông đã chứng minh điều đó tại cuộc triển lãm ở New York ở Crystal Palace trong một bài thuyết trình đầy kịch tính, bất chấp tử thần vào năm 1854, và chiếc thang máy chở khách đầu tiên như vậy được lắp đặt tại 488 Broadway ở Thành phố New York vào ngày 23 tháng 3 năm 1857.

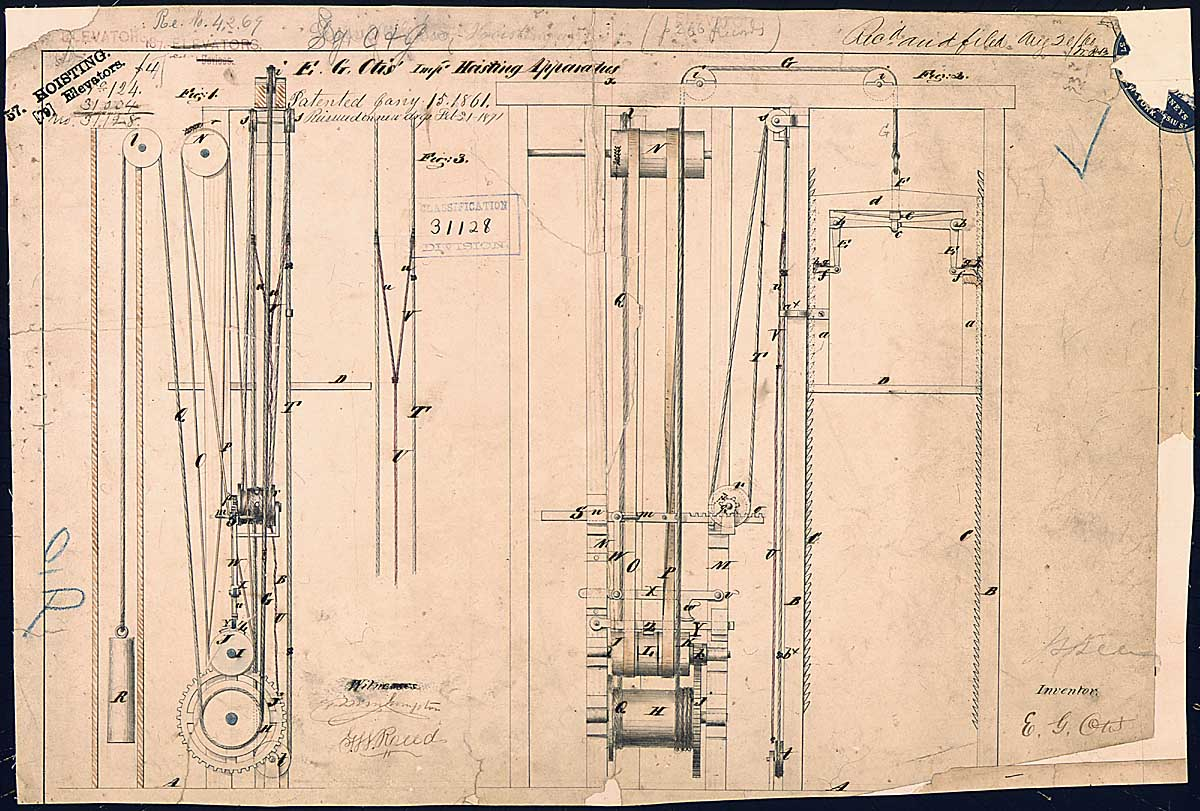
Bản vẽ bằng sáng chế thang máy của Elisha Otis, ngày 15 tháng 1 năm 1861

Trục thang máy đầu tiên có trước thang máy đầu tiên 4 năm. Việc xây dựng tòa nhà Cooper Union Foundation của Peter Cooper ở New York bắt đầu vào năm 1853. Một trục thang máy được đưa vào thiết kế, vì Cooper tự tin rằng thang máy chở khách an toàn sẽ sớm được phát minh. Trục có hình trụ vì Cooper cho rằng đó là thiết kế hiệu quả nhất. Sau đó, Otis đã thiết kế một thang máy đặc biệt cho tòa nhà.
Tòa nhà Equitable Life hoàn thành vào năm 1870 ở thành phố New York được cho là tòa nhà văn phòng đầu tiên có thang máy chở khách. Tuy nhiên, Peter Ellis, một kiến trúc sư người Anh, đã lắp đặt những chiếc thang máy đầu tiên có thể được gọi là thang máy paternoster ở Oriel Chambers ở Liverpool vào năm 1868.
Thang máy điện đầu tiên được xây dựng bởi Werner von Siemens vào năm 1880 tại Đức. Nhà phát minh Anton Freissler đã phát triển các ý tưởng của von Siemens và xây dựng một doanh nghiệp thành công ở Áo-Hungary. Frank Sprague đã nâng cao đáng kể độ an toàn và tốc độ của thang máy điện, người đã bổ sung hệ thống kiểm soát tầng, thang máy tự động, kiểm soát gia tốc của thang và độ an toàn. Thang máy của ông chạy nhanh hơn và có tải trọng lớn hơn thang máy thủy lực hoặc hơi nước, và 584 thang máy điện đã được lắp đặt trước khi Sprague bán công ty của mình cho Công ty Thang máy Otis vào năm 1895. Sprague cũng phát triển ý tưởng và công nghệ cho nhiều thang máy trong một trục duy nhất.
Vào năm 1882, khi năng lượng thủy lực là một công nghệ đã được thành lập, một công ty sau này có tên là Công ty Điện thủy lực London được thành lập bởi Edward B. Ellington và những người khác. Nó được xây dựng một mạng lưới các đường ống áp suất cao ở cả hai bên sông Thames mà, cuối cùng, mở rộng đến 184 dặm và được hỗ trợ một số 8.000 máy, chủ yếu là thang máy và cần cẩu.
Schuyler Wheeler được cấp bằng sáng chế cho thiết kế thang máy điện của mình vào năm 1883.
Năm 1874, JW Meaker được cấp bằng sáng chế cho một phương pháp cho phép cửa thang máy đóng mở an toàn. Năm 1887, nhà phát minh người Mỹ Alexander Miles ở Duluth, Minnesota đã cấp bằng sáng chế cho thang máy có cửa tự động đóng.
Thang máy đầu tiên ở Ấn Độ được Otis lắp đặt tại Raj Bhavan ở Calcutta (nay là Kolkata) vào năm 1892.
Đến năm 1900, thang máy hoàn toàn tự động đã ra đời, nhưng hành khách ngần ngại không muốn sử dụng. Có một cuộc đình công của những người điều hành thang máy năm 1945 ở thành phố New York và bắt đầu có việc áp dụng nút dừng khẩn cấp, điện thoại khẩn cấp và hỗ trợ áp dụng tự động bằng giọng nói giải thích nhẹ nhàng.
Năm 2000, thang máy chân không đầu tiên được đưa ra thị trường hàng loạt ở Argentina.

## Thiết kế
Một số người cho rằng thang máy bắt đầu như một  sợi dây thừng hoặc dây chuyền tời đơn giản(xem thang máy kéo dưới đây). Thang máy về cơ bản là một nền tảng được kéo hoặc đẩy lên bằng một phương tiện cơ học. Thang máy ngày nay bao gồm một cabin (còn được gọi là "lồng", "toa") được gắn trên một bệ trong một không gian kín được gọi là trục hoặc đôi khi là "vận thăng". Trước đây, các cơ cấu dẫn động thang máy chạy bằng piston thủy lực hơi và nước hoặc bằng tay. Trong thang máy "lực kéo", lồng được kéo lên bằng cách cuộn dây thép qua một ròng rọc có rãnh sâu, thường được gọi là puly trong nội bộ ngành. Trọng lượng của lồng được cân bằng bởi một đối trọng. Đôi khi hai thang máy được chế tạo để xe của chúng luôn chuyển động đồng bộ ngược chiều nhau và là đối trọng của nhau.
Ma sát giữa các sợi dây và ròng rọc tạo ra lực kéo mang lại tên gọi cho loại thang máy này.
Thang máy thủy lực sử dụng các nguyên tắc của thủy lực (theo nghĩa là sức mạnh thủy lực) để tạo áp lực cho một piston trên mặt đất hoặc trên mặt đất để nâng và hạ xe (xem Thang máy thủy lực bên dưới). Thủy lực có dây sử dụng kết hợp cả dây thừng và trợ lực thủy lực để nâng và hạ lồng. Những cải tiến gần đây bao gồm động cơ nam châm vĩnh cửu, máy không hộp số gắn trên đường ray không cần phòng máy và bộ điều khiển vi xử lý.
Công nghệ được sử dụng trong lắp đặt mới phụ thuộc vào nhiều yếu tố. Thang máy thủy lực rẻ hơn, nhưng việc lắp đặt các xi lanh lớn hơn một chiều dài nhất định trở nên không thực tế đối với các vận thăng thang máy rất cao. Đối với các tòa nhà cao hơn bảy tầng, thang máy kéo phải được sử dụng để thay thế. Thang máy thủy lực thường chậm hơn thang máy dùng sức kéo.
Thang máy là một ứng cử viên cho việc tùy biến hàng loạt. Có những nền kinh tế được tạo ra từ việc sản xuất hàng loạt các cấu kiện, nhưng mỗi tòa nhà lại có những yêu cầu riêng như số tầng, kích thước giếng và mật độ sử dụng khác nhau.

### Cửa
Cửa thang máy ngăn chặn người đi thang máy rơi vào, đi vào, hoặc làm xáo trộn bất cứ điều gì trong trục thang. Cấu hình phổ biến nhất là có hai tấm bảng gặp nhau ở giữa và trượt mở sang hai bên. Trong cấu hình kính thiên văn xếp tầng (có khả năng cho phép lối vào rộng hơn trong không gian hạn chế), các cánh cửa lăn trên các rãnh độc lập để khi mở, chúng được đặt phía sau nhau và khi đóng, chúng tạo thành các lớp xếp tầng ở một bên. Điều này có thể được cấu hình để hai bộ cửa xếp tầng hoạt động giống như cửa mở trung tâm được mô tả ở trên, cho phép một cabin thang máy rất rộng. Trong những cách lắp đặt ít tốn kém hơn, thang máy cũng có thể sử dụng một cửa "phiến" lớn: một cửa panel duy nhất có chiều rộng của ô cửa mở ra bên trái hoặc bên phải. Một số tòa nhà có thang máy với cửa đơn trên đường trục và cửa xếp đôi trên cabin.

### Thang máy không phòng máy (MRL)

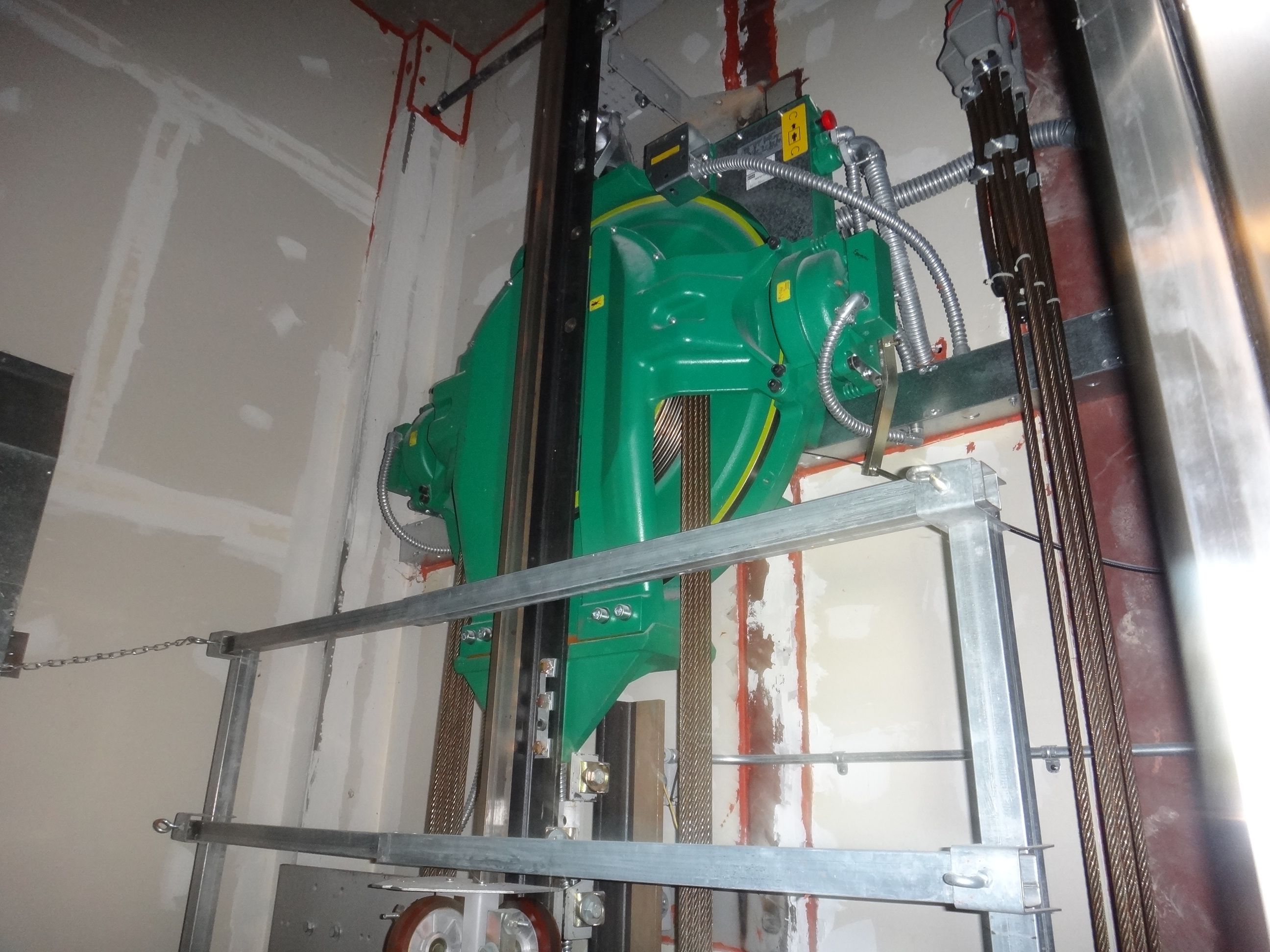
Kone EcoDisc. Toàn bộ hệ thống truyền động được đặt trong trục chứa toa thang

Thang máy không phòng máy được thiết kế sao cho hầu hết các bộ phận nằm gọn trong trục chứa toa thang; và một tủ nhỏ chứa bộ điều khiển thang máy. Khác với máy móc trong vận thăng, thiết bị này tương tự như thang máy thủy lực có lực kéo thông thường hoặc không có lỗ. Thang máy không phòng máy đầu tiên trên thế giới, Kone MonoSpace, được Kone giới thiệu vào năm 1996,. Những lợi ích là:
- tạo ra nhiều không gian sử dụng hơn
- sử dụng ít năng lượng hơn (ít hơn 70–80% so với thang máy thủy lực tiêu chuẩn)
- không sử dụng dầu (giả sử đó là thang máy kéo)
- tất cả các thành phần nằm trên mặt đất tương tự như thang máy loại thủy lực có dây (điều này loại bỏ mối quan tâm về môi trường được tạo ra bởi xi lanh thủy lực trên thang máy loại thủy lực trực tiếp được lưu trữ dưới lòng đất)
- chi phí thấp hơn một chút so với các loại thang máy khác; đáng kể như vậy đối với thang máy MRL thủy lực
- có thể hoạt động với tốc độ nhanh hơn thủy lực nhưng không phải là đơn vị lực kéo thông thường.

Nhược điểm: Thiết bị có thể khó bảo trì và bảo dưỡng, và nguy hiểm hơn đáng kể khi thực hiện bảo trì và bảo dưỡng.

#### Chi tiết thực tế
- Độ ồn ở mức 50–55 dBA (decibel trọng số A), có thể thấp hơn một số nhưng không phải tất cả các loại thang máy.
- Thường được sử dụng cho các tòa nhà thấp tầng đến trung tầng
- Cơ cấu động cơ được đặt trong chính vận thăng
- Hoa Kỳ đã chậm chấp nhận Thang máy MRL thương mại vì mã
- Bộ luật xây dựng quốc gia và địa phương không đề cập đến thang máy không có phòng máy. Thang máy MRL dân dụng vẫn không được phép sử dụng theo mã ASME A17 ở Mỹ. Thang máy MRL đã được công nhận trong bản bổ sung năm 2005 cho Bộ luật thang máy A17.1 2004.
- Ngày nay, một số thang máy thủy lực không có phòng máy của Otis và ThyssenKrupp đã tồn tại; chúng không liên quan đến việc sử dụng pít-tông nằm dưới lòng đất hoặc trong phòng máy, giảm thiểu các mối quan tâm về môi trường; tuy nhiên, mã vẫn chưa chấp nhận chúng ở tất cả các vùng của Hoa Kỳ.[23][24]

### Thang máy hai tầng
Thang máy hai tầng là loại thang máy kéo lồng có tầng trên và tầng dưới. Cả hai thang có thể phục vụ một tầng cùng một lúc và cả hai thang thường được truyền động bởi cùng một động cơ. Hệ thống này giúp tăng hiệu quả trong các tòa nhà cao tầng và tiết kiệm diện tích để không cần bổ sung thêm trục và toa xe.
Năm 2003, ThyssenKrupp đã phát minh ra một hệ thống gọi là TWIN, trong đó hai toa thang chạy độc lập trong cùng một trục.